# Achatinella elegans
Achatinella elegans là một loài ốc đất liền trong họ Achatinellidae. Nó là loài đặc hữu của Hawaii.